# Julius Leopold Theodor Friedrich Zincken
Julius Leopold Theodor Friedrich Zincken (genannt Sommer) (* 15. April 1770 in Braunschweig; † 8. Februar 1856 ebenda) war promovierter Arzt als auch Chirurg, Herzoglich Braunschweigischer Hofmedicus und Entomologe.

## Leben und Wirken
Julius Leopold Theodor Friedrich Zincken war der einzige Sohn aus der ersten Ehe des Auditeurs und Fiskals in Diensten des Braunschweigischen Herzogs Carl Friedrich Wilhelm Zincken mit Sophie geb. Schläger, Tochter des Braunschweigischen Stadtchirurgen. Sein Vater nahm als  Auditeur des Generalstabs mit den braunschweigischen Truppen von 1776 bis 1781 am Kampf gegen die amerikanische Revolution teil; nach dessen Rückkehr wurde die Ehe geschieden und Sophie heiratete im Februar 1782 den Braunschweigischen Hofmedicus und Leiter des Herzoglichen Krankenhauses, Hofrat Johann Christoph Sommer (1740–1802). In der Zeit seines Studiums, am 13. April 1791, wurde Zincken von seinem Stiefvater adoptiert; dadurch erhielt er den Namenszusatz „genannt Sommer“.
Zincken, dann Zincken genannt Sommer, studierte Medizin an der Universität in Göttingen und wurde 1794 promoviert. Als Herzoglich Braunschweigischer Hofmedicus korrespondierte er mit namhaften Wissenschaftlern in ganz Europa und war Mitglied der Gesellschaft Naturforschender Freunde zu Berlin, der Großherzoglichen Mineralogischen Societät zu Jena und weiterer naturforschender Gesellschaften in Halle, Jena, Emden und Edinburgh. 
Am 28. November 1824 wurde er mit dem akademischen Beinamen Brokhausen unter der Matrikel-Nr. 1292 als Mitglied in die Kaiserliche Leopoldino-Carolinische Akademie der Naturforscher aufgenommen.
Bleibendes leistete Zincken genannt Sommer vor allem als Entomologe. Auf ihn gehen zahlreiche Namen von Insektenarten zurück, etwa der des Grauleib-Flechtenbärchens (Eilema lurideola).
Zwischen 1813 und 1821 gab Zincken genannt Sommer zusammen mit Ernst Friedrich Germar das Magazin der Entomologie heraus.
Verheiratet war er mit Jakobine Caroline geb. Fricke; er hatte drei Söhne. Aus der Ehe seines mittleren Sohnes Otto Gustav (* 28. März 1809; † 9. Januar 1840) mit Nanny Langenheim (1813–1902), Tochter des Braunschweiger Rechtsanwalts und Notars Friedrich Wilhelm Langenheim (1779–1849), ging der Mathematiker und Komponist Hans Sommer (1837–1922) hervor.

## Schriften (Auswahl)
- Anweisung zum Seidenbau überhaupt und insbesondere in Bezuge auf das nördliche Deutschland, nach den neuesten Verbesserungen desselben und nach eigenen Erfahrungen und über die Naturgeschichte des Seidenspinners selbst angestellten Versuchen abgefasst. …, Braunschweig, Meyer 1829
- Beitrag zur Insecten-Fauna von Java. Erste Abtheilung. (ersch. in: Nova Acta Leopoldina Bd. 15, 1.), Bonn, 1831
- Anweisung für Gartenbesitzer und Landleute, wie dieselben in jedem Monate des Jahres zu verfahren haben, um in ihren Gärten Obst und Gartenfrüchte vor den Zerstörungen durch schädliche Insekten am sichersten und leichtesten zu schützen …, Braunschweig, Meyer 1832